# Magikarp
Magikarp (japanski: コイキング Koikingu) jedan je od 1025 fiktivnih vrsta Pokémona iz medijske franšize Pokémon, skupa Pokémon videoigara, animiranih serija, manga stripova, knjiga, igraćih karata i drugih medija kojima je tvorac Satoshi Tajiri. Svrha je Magikarpa u videoigrama, animiranoj seriji i manga stripovima, kao i svrha ostalih Pokémona, borba s divljim Pokémonima – neukroćenim stvorenjima koje igrači i likovi pronalaze dok kreću na razne avanture – i pripitomljenim Pokémonima drugih Pokémon trenera.

## Etimologijaimena
Njegovo japansko ime, Koiking, kombinacija je japanske riječi "koi" i engleske riječi "king". Nishikigoi, ili skraćeno, koi, domesticirani su šarani koji se prvenstveno drže u dvorišnim jezerima. Engleska riječ "king" označava riječ kralj, što se odnosi na Magikarpovu zlatno obojenu leđnu peraju oblika kraljevske krune. Ovaj se utjecaj riječi isto tako može primijetiti i u Magikarpovom engleskom imenu, jer riječ "Magi" znači kralj.

## Pokédex podaci
- Pokémon Red/Blue: U dalekoj prošlosti, ovaj je Pokémon bio snažniji od strašno slabih potomaka koji danas preživljavaju.
- Pokémon Yellow: Poznat po svojoj velikoj nepouzdanosti. Može ga se pronaći u morima, jezerima, rijekama i malim lokvama.
- Pokémon Gold: Nevjerojatno slab i patetičan Pokémona. Sposoban je iskočiti iz vode u rijetkim slučajevima, no ne pretjerano visoko.
- Pokémon Silver: Bez ikakvog razloga koprca se i poskakuje uokolo, čineći ga lakim plijenom grabežljivcima poput Pidgeotta.
- Pokémon Crystal: Ovaj slabašan i patetičan Pokémon lako biva uhvaćen u snažnim strujama tijeka.
- Pokémon Ruby: Magikarp je patetičan Pokémon sposoban samo koprcati se uokolo. Ovo je ponašanje nagnalo znanstvenike na pomnija i dublja istraživanja ove vrste Pokémona.
- Pokémon Sapphire: Magikarp je beskoristan Pokémon u borbama zbog njegovog neprestanog koprcanja. Iz tog razloga, smatra ga se beskrajno slabim. Ipak, veoma je izdržljiv Pokémon, sposoban opstati u bilo kojoj površini vode, bez obzira na njeno onečišćenje.
- Pokémon Emerald: Njegovi su mišići za plivanje slabi, te lako biva ispran strujama. U mjestima gdje su bazeni vode, pojedinac može pronaći velik broj Magikarpa koje je donijela struja.
- Pokémon FireRed: Potpuno je beskoristan u terminima moći i brzine. Smatran je najslabijim i najpatetičnijim Pokémonom svijeta.
- Pokémon LeafGreen: U dalekoj prošlosti, ovaj je Pokémon bio snažniji od strašno slabih potomaka koji danas preživljavaju.
- Pokémon Diamond: Smatran je najslabijim Pokémonom na svijetu. Nitko zapravo ne zna kako uspjeva preživljavati.
- Pokémon Pearl: Nesposoban je plivati čak i u vodama s malim strujama. Iz nekog razloga uvijek se koprca.

## U videoigrama
Jedini napad kojeg Magikarp prirodno zna jest Prskanje (Splash), napad koji zapravo nema učinka. Na 15. razini Magikarp uči Obaranje (Tackle), slabašan napad kojeg prirodno znaju brojni Pokémoni. Od Pokémon Gold i Silver igara nadalje, Magikarp je sposoban naučiti tehniku Mlatila (Flail), napad čija jačina ovisi o šteti koju je Magikarp pretrpio. U igri Pokémon Platinum, Magikarp je umjetnim putem sposoban naučiti tehniku Odskoka (Bounce).
U igrama Pokémon Red i Blue, kao i u igrama Pokémon FireRed i LeafGreen, prodavač Magikarpa u Pokémon centru izvan Planine Moon ponudit će igraču Magikarpa ako je željan kupiti ga.
U Pokémon igrama, Magikarp je postao ponavljajući geg. Nevjerojatno je slab i, tijekom određenog vremena, jedini je Pokémon kojeg igrač može uhvatiti putem pecanja. Doduše, ako ga igrač dovede do određene razine, Magikarp evoluira u Gyaradosa, Pokémona koji je veoma čest primjer u kompetitivnim krugovima.

## Tehnike
| Prirodne tehnike    | Prirodne tehnike | Prirodne tehnike |
| ------------------- | ---------------- | ---------------- |
| Tehnika             | Vrsta tehnike    | Razina           |
| Pljuskanje (Splash) | Normalni         |                  |
| Obaranje (Tackle)   | Normalni         | 15               |
| Mlatilo (Flail)     | Normalni         | 30               |

## Statistike
| HP:      | 20 |  |
| Attack:  | 10 |  |
| Defense: | 55 |  |
| Special: | 20 |  |
| SpAtk:   | 15 |  |
| SpDef:   | 20 |  |
| Speed:   | 80 |  |

Statistika Special korištena je samo tijekom prve generacije; kasnije je podijeljenja na Special Attack i Special Defense statistike.

## U animiranoj seriji
U epizodi Pokémon animirane serije koja mjesto zauzima na brodu SS Anne, James, član Tima Raketa kupuje Magikarpa u zlatnoj Poké lopti misleći kako je izrazito vrijedan i kako će mu pomoći da se obogati ležući zlatna jaja. Veoma je iznenađen kada zamoli Magikarpa da ih spasi od utapanja i sazna da Magikarp nije sposoban činiti išta drugo od prskanja u vodi. U sljedećoj epizodi, Tim Raketa, Ash, Misty i Brock gladuju na splavi i pomisle pojesti Magikarpa. Nakon što Meowth spozna da je Magikarp samo kost i ljuske, James ga ljutito šutne u vodu, izazivajući njegovu evoluciju u izrazito ljutog Gyaradosa.
U epizodi "The Joy of Pokémon", sestra Joy sprijatelji ogromnog Magikarpa koji je spasio njen život dok je bila dijete. Kasnije u istoj epizodi, isti se Magikarp razvije u jednako prekomjerno velikog Gyaradosa kako bi joj ponovo pomogao.
U epizodi "The Wacky Watcher", Ash, Misty i Tracey pomažu Pokémon promatraču dok promatra migraciju i evoluciju grupe Magikarpa.
U epizodi "Pearls are a Spoink's Best Friend", James kupuje Feebasa od prodavača Magikarpa, no kasnije spozna kako je to zapravo još jedan Magikarp obojen da izgleda kao Feebas. James se odmah riješi Magikarpa i povijest se ponovi (vidi iznad). 

Prodavač Magikarpa je zapravo uvijek ista osoba koji je Jamesu u nekoliko navrata podvalio Magikarpa, na što je James u svim situacijama ludio i neko vrijeme krenuo u potragu za prodavačem.
U epizodi "Judgement Day", sporedni lik prisjeća se događaja kada je pao u rijeku i kada je kasnije izišao, u majici je pronašao zlatnog Magikarpa. Kasnije ga je razmjenio za Charmeleona.
Tim Raketa posjeduje podmornicu u obliku Magikarpa koju koriste kako bi putovali ispod vode. Često je korištena kao sredstvo prijevoza tijekom Ashovih putovanja kroz Orange otoke.